# Edvaldo Arlego
Edvaldo Arlégo Marques da Silva (Recife, 9 de agosto de 1939 - Recife, 25 de julho de 2021) foi um historiador, escritor, filósofo, músico e artista plástico brasileiro, com mais de uma centena de livros publicados em três vertentes: literatura infanto-juvenil, auto-ajuda e história regional.

## Educação
Estudou no Colégio Salesiano, no Colégio Comercial Guararapes e na UNICAP, onde diplomou-se em 1970. Lecionou em vários colégios do Grande Recife e na UNICAP. Em 1972, deixou a sala de aula para se dedicar ao trabalho na CHESF, onde atuou por 28 anos, e aposentou-se em seguida para se dedicar exclusivamente à literatura.
Formou-se em Contabilidade e também concluiu graduação em História. Fez pós-graduação em Filosofia.

## Carreira
Foi funcionário da CHESF. Lecionou em vários colégios e na UNICAP.
Fundou as Edições Edificantes, editora dedicada a livros paradidáticos.

## Acadêmico
- Academia Recifense de Letras[nota 1]
- Academia de Artes e Letras de Pernambuco;[3]
- Sociedade Brasileira de Pensadores[nota 2]
- União Brasileira de Escritores - Seção Pernambuco.

## Prêmios e comendas
- Medalha do Mérito José Mariano concedida pela Câmara Municipal do Recife.[5]
- História Viva do Recife - Fundação de Cultura Cidade do Recife;[6]
- Comenda do Mérito Cultural - Gabinete Português de Leitura;[3]
- Medalha do Sesquicentenário da Biblioteca Pública de Pernambuco;[3]
- Prêmio Volvo de segurança no trânsito.[3]

## Livros publicados
- Diálogos no picadeiro da vida [7]
- O menino que aprendeu a linguagem das estrelas[8]
- Tição e Preguinho[8]
- A ilha do tesouro[9]
- Páginas da vida[8]
- Folhas ao vento[8]
- Gabriel, um sonho de aventura
- Recife, um álbum de família [nota 3]
- Recife de ontem e de hoje [7]
- Ei, pessoal! Vamos conhecer o Recife [nota 4]
- Olinda, história, arte e cultura[3]
- Olinda, patrimônio natural e cultural da humanidade
- Olinda, traços do passado
- Assombrações do Recife
- História do Recife [nota 5]
- Holandeses no Nordeste[3]
- Odisséia brasileira[8][3]
- Nassau, o homem e o mito[3]
- Nassau, feitos e farsas
- As batalhas dos Montes Guararapes
- Tabocas e Casa Forte, dois gritos de liberdade
- Histórias do folclore
- Engenho Felicidade[9]
- O mágico poder de pensar
- Pensando como certo vagabundo [7]
- Odisseia de um vencedor[8]
- Guerreiros do asfalto
- Amor eterno[9]
- Amigos para sempre[8]
- Diálogos no picadeiro da vida[9]
- O curupira[10]
- O último farol